# 2 de febrero
El 2 de febrero es el 33.er (trigésimo tercer) día del año en el calendario gregoriano. Quedan 332 días para finalizar el año y 333 en los años bisiestos.

## Acontecimientos
- 186 a. C.: en Gansu (China) ocurre un terremoto de magnitud 6,5 en la escala sismológica de Richter, que deja un saldo de 760 muertos.
- 506: Alarico II, rey de los visigodos, promulga la Lex Romana Visigothorum (o Breviario de Alarico), en el cual se recopila el Derecho romano vigente en el Reino Visigodo de Tolosa.
- 850: en Oviedo es coronado el rey Ordoño I.
- 865: cerca de Miranda de Ebro (España) se libra la batalla de la Morcuera, en la que Muhammad I de Córdoba vence a Rodrigo de Castilla.
- 962: en Roma, el papa Juan XII consagra emperador del Sacro Imperio Romano Germánico a Otón I considerándose este hecho el principio del imperio.
- 1207: se establece la Terra Mariana, que comprendía las actuales Estonia y Letonia.
- 1386: Vladislao II es coronado rey y une el Gran Ducado de Lituania y el Reino de Polonia.
- 1428: terremoto de Cataluña, con epicentro cerca de Camprodón.
- 1497: los guanches son bautizados en presencia del Adelantado de Canarias don Alonso Fernández de Lugo.
- 1461: en Herefordshire (Inglaterra) ―en el marco de la guerra de las Dos Rosas― se libra la batalla de Mortimer’s Cross.
- 1529: en Nueva Granada (actual Colombia) Ambrosio Alfinger, al mando de la expedición de la Familia Welser, desembarca en Santa Marta. Este hecho inicia la experiencia colonizadora de los Welser, que terminará en un completo fracaso.
- 1536: en el Río de la Plata, el español Pedro de Mendoza funda el puerto Nuestra Señora María del Buen Aire, en donde hoy se encuentra la ciudad de Buenos Aires.
- 1542: en el norte de Etiopía, las fuerzas portuguesas bajo las órdenes de Christovão da Gama capturan un fuerte musulmán en la batalla de Baçente.
- 1543: Ruy López de Villalobos inicia la colonización del archipiélago de las Filipinas, bautizadas así en honor del príncipe Felipe de España.
- 1587: comienza el primer conflicto del denominado Pleito de los naturales por la posesión de la imagen de la Virgen de Candelaria, patrona de Canarias.

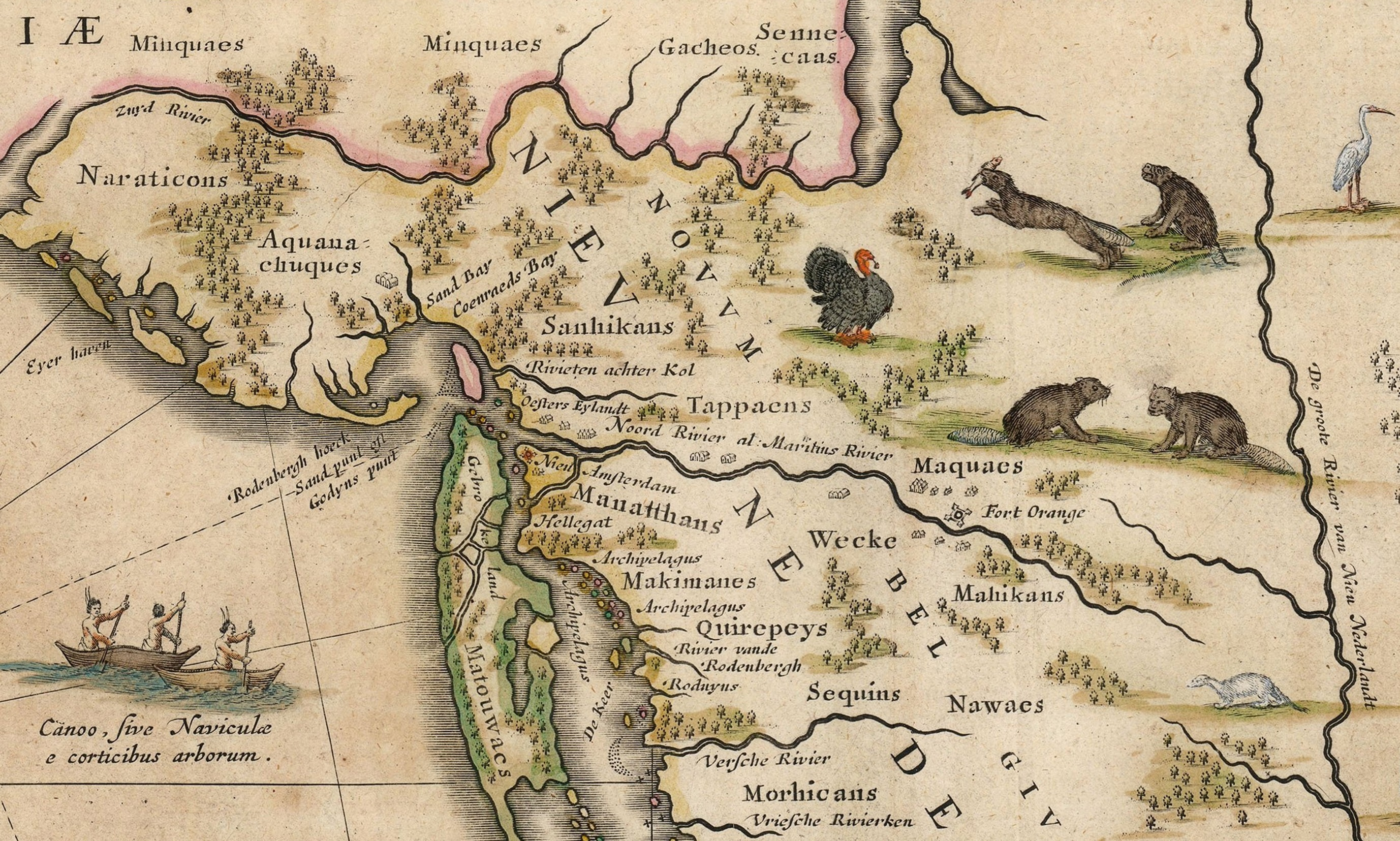
Mapa del valle del río Hudson, alrededor de 1634.

- 1601: comienza el segundo conflicto del denominado Pleito de los naturales por la posesión de la imagen de la Virgen de Candelaria, patrona de Canarias.
- 1653: Nueva Ámsterdam, más tarde denominada Nueva York, adquiere la categoría de ciudad.
- 1709: en una isla del océano Pacífico, el marino escocés Alexander Selkirk (1676-1721) es rescatado después de vivir cuatro años en una isla desierta. Su historia inspirará al escritor británico Daniel Defoe a escribir su novela Robinson Crusoe.
- 1737: un terrible incendio, al que se denominó «Fuego Grande», devasta la ciudad de Panamá.
- 1814: las Cortes españolas fijan una serie de medidas ante el inminente regreso de Fernando VII, con el objeto de imponerse al monarca (última esperanza de los absolutistas por restablecer el antiguo régimen). Así, la Regencia marca el itinerario que el monarca deberá seguir en su regreso, los honores con que deberá ser recibido y el juramento de la Constitución de 1812 como paso previo para su reconocimiento.
- 1816: Se registra un terremoto de magnitud estimada entre 8.3 y 8.9 en el océano Atlántico que provoca un tsunami.
- 1837: el papa Gregorio XVI inaugura el Museo Etrusco del Vaticano.
- 1841: en San Salvador, ciudad capital de El Salvador, una Asamblea Constituyente proclama la separación de El Salvador de la República Federal de Centroamérica.
- 1848: firma del Tratado de Guadalupe Hidalgo. El Gobierno de México ―en el marco de la Guerra de intervención estadounidense― cede a Estados Unidos más de la mitad de su territorio: la totalidad de lo que hoy son los estados de California, Arizona, Nevada y Utah; así como parte de Colorado, Nuevo México y Wyoming; se establece el Río Bravo del Norte como la línea divisoria entre Texas y México.
- 1851: en Guatemala se libra la batalla de la Arada, en la que las fuerzas dirigidas por el general guatemalteco Rafael Carrera y Turcios derrota a la coalición invasora de El Salvador y Honduras.
- 1866: en Madrid fracasa un intento de derrocamiento del gobierno unionista.
- 1878: en Chaco (Argentina) Fundación de la Ciudad de Resistencia, Argentina.
- 1887: en Punxsutawney (Estados Unidos) se celebra por primera vez el Día de la Marmota.
- 1892: en Madrid (España), Santiago Ramón y Cajal es nombrado catedrático de Histología y Anatomía patológica de la Universidad de Madrid.
- 1900: en Filipinas, las autoridades estadounidenses dan a conocer sus planes para la administración de las islas, destacando que una retirada del archipiélago no es posible y que los filipinos «no están preparados para la independencia».
- 1900: en España se promulga una ley sobre accidentes en el trabajo.
- 1900: en los Estados Unidos, las asociaciones de las ciudades de Boston, Detroit, Milwaukee, Baltimore, Chicago y San Luis, ratifican el acuerdo que crea la Liga Estadounidense de Béisbol. Cada una de ellas aportará 1200 dólares para las arcas de la nueva entidad. Quedan por ratificar su incorporación los clubes de Providence y Filadelfia.

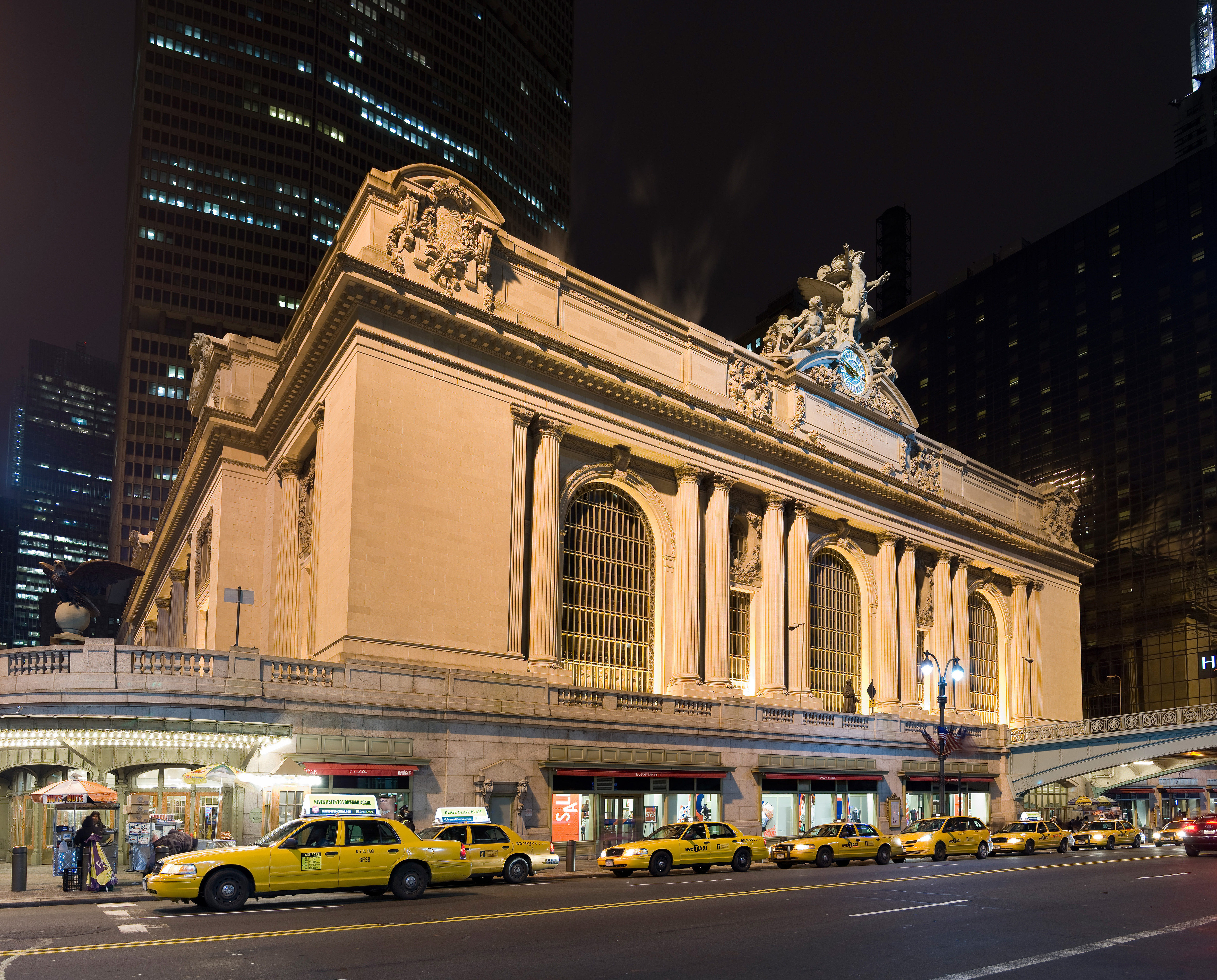
Grand Central Terminal.

- 1913: se inaugura en Nueva York la Grand Central Terminal, la mayor estación ferroviaria del mundo.
- 1914: inauguración en Tanzania de la línea ferroviaria de 1250 km que une el lago Tanganica con la capital, Dar es Salaam.
- 1920: la Unión Soviética reconoce la independencia de Estonia.
- 1921: manifestaciones en Alemania contra los acuerdos sobre las reparaciones de guerra.
- 1922: se publica la novela Ulises, de James Joyce.
- 1923: empieza la prueba de regularidad de motociclismo Barcelona-Zaragoza-Barcelona. Están inscritos 48 vehículos.
- 1930: en Chile, el presidente Carlos Ibáñez del Campo promulga una nueva Ley de Registro Civil.
- 1931: en Argentina es fusilado el militante anarquista Paulino Scarfó.
- 1932: la Sociedad de Naciones trata de poner fin al conflicto chino-japonés.
- 1938: en España ―en el marco de la guerra civil española, ganada por los franquistas― se restauran como emblemas de ese país el escudo y la corona imperial de los Reyes Católicos.
- 1939: ruptura de las relaciones diplomáticas entre la Unión Soviética y Hungría, como consecuencia de la adhesión de este último país al Pacto Antikomintern.
- 1939: el gobierno franquista decreta la ilegalidad de todas las religiones en España salvo la católica.
- 1940: en Belgrado los estados balcánicos realizan una conferencia de paz.
- 1941: en Bordighera (Italia) se encuentran los dictadores Francisco Franco y Benito Mussolini.
- 1943: en el marco de la Segunda Guerra Mundial en el Frente oriental, Finaliza la Batalla de Stalingrado en la Unión Soviética (la más sangrienta en la historia de la humanidad) significando una decisiva victoria soviética y el punto de inflexión del conflicto en el teatro europeo, ya que las potencias del eje empezarían a retroceder en todos los campos de Europa del este.
- 1945: Ecuador declara la guerra a Alemania.
- 1945: las tropas estadounidenses vuelven a Manila, Capital de Filipinas.
- 1945: en el Teatro Español de Madrid se estrena el drama La cárcel infinita, de Joaquín Calvo Sotelo.
- 1949: en Villarrica (Chile) comienza una intensa erupción del Volcán Villarrica.
- 1951: en el sitio de pruebas de Nevada ―en el marco de la operación Ranger―, Estados Unidos detona la bomba atómica Baker 2 (de 8 kilotones).
- 1953: el presidente de los Estados Unidos, Dwight D. Eisenhower, anuncia el final de la neutralización de Formosa.
- 1955: Christian Dior presenta en Francia su nueva moda busto sin relieve.
- 1957: en Estados Unidos se inaugura la Leo Castelli Gallery, destinada a ser el centro mundial del arte pop.
- 1958: en Costa Rica, Mario Echandi Jiménez es nombrado presidente.

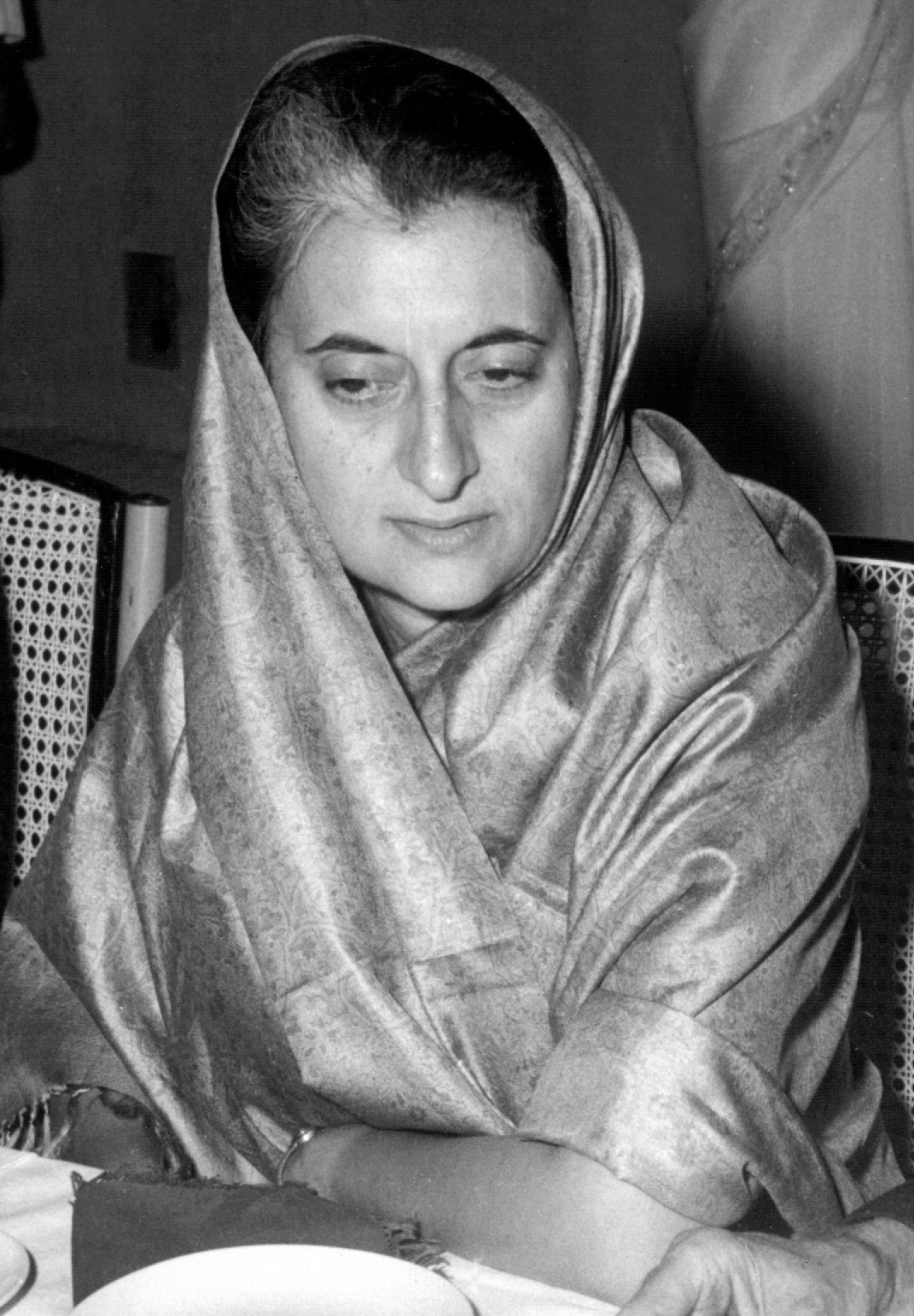
Indira Gandhi.

- 1959: Indira Gandhi, hija del primer ministro Jawaharlal Nehru, es nombrada presidenta del Partido del Congreso Indio.
- 1959: en Venezuela, Rómulo Betancourt toma posesión como presidente.
- 1962: estado de sitio en Guatemala tras descubrirse una conjura para asesinar al presidente y a todos los ministros.
- 1963: en Biblián (Ecuador) mueren más de 100 niños al derrumbarse un edificio escolar.
- 1964: la sonda estadounidense Ranger VI llega a la Luna, pero no puede retransmitir imágenes a causa de una avería en la cámara.
- 1964: en el País Vasco, la policía detiene a siete activistas del Partido Nacionalista Vasco.
- 1966: en Barcelona (España) es demolido el Camp de Les Corts, antiguo estadio del Fútbol Club Barcelona.
- 1967: en Nicaragua, el general Anastasio Somoza es elegido presidente.
- 1968: reelección del general Alfredo Stroessner como presidente de Paraguay.
- 1970: en una clínica neuroquirúrgica de Múnich (Alemania Occidental) se consigue realizar con éxito el primer trasplante de nervios en la historia de la medicina.
- 1971: Ecuador solicita que se retiren las fuerzas estadounidenses estacionadas en su territorio.
- 1971: en Ramsar (Irán), el Convenio de Ramsar se firmó.
- 1972: en Dublín (Irlanda), la embajada británica es destruida en protesta por el Domingo Sangriento.
- 1973: en Dublín (Irlanda), 40 000 manifestantes asaltan la embajada británica como consecuencia de un tiroteo en la ciudad norirlandesa de Londonderry.
- 1973: en República Dominicana, el coronel Francisco Alberto Caamaño Deñó junto a un reducido grupo de hombres desembarca por playa Caracoles para instaurar un frente guerrillero contra el gobierno del Dr. Joaquín Balaguer.
- 1974: en Shaanxi (China), un campesino descubre parte de un guerrero de arcilla cocida roja. Es el inicio del descubrimiento más importante del siglo para China, este campesino humilde descubre en sus tierras, la punta del iceberg de los Guerreros de Terracota.
- 1976: en el Palacio de los Papas, de Aviñón (Francia) se perpetra el robo de 119 cuadros de la última época del pintor español Pablo Picasso.
- 1977: el Congreso Nacional Indio, dirigido por Indira Gandhi, se escinde en dos facciones tras la dimisión del ministro de Agricultura.
- 1978: los Reyes de España rinden homenaje a los republicanos españoles asesinados por el nazismo en el campo de concentración austriaco de Mauthausen.
- 1979: en España se concede la libertad condicional al argentino franquista Jorge Cesarski (1927-2011) ―de la banda terrorista Guerrilleros de Cristo Rey― tras solo un año de prisión por el asesinato de un estudiante.
- 1980: el Parlamento de Italia aprueba, por gran mayoría, nuevas y duras leyes antiterroristas.
- 1981: Perú y Ecuador firman un alto el fuego.
- 1984: en diversas ciudades de España, medio millón de personas se manifiestan contra la reconversión industrial.
- 1984: en Venezuela, Jaime Lusinchi toma posesión como presidente.
- 1984: el Gobierno de Costa Rica niega asilo político a 3000 «contras» armados de Edén Pastora.
- 1987: en la ciudad de Mianeh (Irán), el Gobierno iraquí perpetra un ataque aéreo contra población civil. En dos escuelas mueren 79 alumnas.
- 1987: William Casey, director de la CIA y apoyo del presidente Ronald Reagan en el escándalo Irán-Contras, dimite de su cargo aduciendo motivos de salud.
- 1988: en el Hotel Ritz (Nueva York) se presenta la banda de hard rock Guns N' Roses.[1]
- 1988: en Lancaster (Estados Unidos), Anne F. Beiler funda la empresa de pretzels Auntie Anne's.
- 1989: en Paraguay, Andrés Rodríguez encabeza un golpe de Estado contra el régimen del general Alfredo Stroessner.
- 1989: en Venezuela, Carlos Andrés Pérez toma posesión como presidente.
- 1989: en Kabul (capital de Afganistán) ―en el marco de la Invasión soviética de Afganistán― se retira la última columna del ejército soviético.
- 1994: en Venezuela finaliza el mandato provisional de Ramón J. Velásquez y toma posesión Rafael Caldera.
- 1994: en Kasai (Zaire), al menos doscientas personas mueren al descarrilar un tren.
- 1995: el Consejo de Europa aprueba el Convenio Europeo de Bioética, primer instrumento de investigación en los campos médico y científico.
- 1997: en Estados Unidos se inaugura la Cumbre del Microcrédito, un movimiento internacional destinado a conceder pequeñas ayudas económicas a los 100 millones de familias más pobres del mundo para que los dediquen a actividades productivas concretas.
- 1998: en Costa Rica, el liberal Miguel Ángel Rodríguez Echeverría gana las elecciones presidenciales.
- 1999: en el Congreso Nacional, en Caracas (Venezuela), se celebra la toma de posesión del presidente electo, Hugo Chávez.
- 1999: dos terremotos, uno de ellos de magnitud 5,2 en la escala de Richter, al que siguieron réplicas de menor intensidad, siembran el pánico en la Región de Murcia.
- 2000: en Francia la policía detiene al histórico dirigente de la banda terrorista ETA, Juan Carlos Iglesias Chozua, alias Gadafi.
- 2000: la Universidad Nacional Autónoma de México, cerrada desde abril de 1999, se convierte en escenario de una manifestación masiva, en protesta por la subida de las matrículas y para exigir la participación estudiantil en la reestructuración de la principal universidad de Latinoamérica.
- 2002: Los otros, de Alejandro Amenábar, se convierte en la película triunfadora de los Premios Goya con ocho estatuillas.
- 2002: en Ámsterdam (Países Bajos) contraen matrimonio el príncipe heredero Guillermo Alejandro de Orange y la plebeya argentina Máxima Zorreguieta.
- 2003: en Lagos, capital económica de Nigeria, mueren 40 personas en la explosión de un edificio.
- 2003: en Alemania, el Partido Socialdemócrata de Alemania (SPD) del canciller Gerhard Schröder sufre una severa derrota electoral en las regionales de Hesse y Baja Sajonia.
- 2004: un equipo de científicos del Instituto de Ciencias Materiales de Barcelona (CSIC), dirigido por el investigador Jordi Rius, descubre la estructura atómica de la aerinita.
- 2004: se celebra el Día Mundial de los Humedales, con el que se conmemora la firma de la Convención sobre los Humedales en la ciudad de Ramsar, Irán, el 2 de febrero de 1971.
- 2004: en el lago Alberto (Uganda) mueren 42 personas en el naufragio de un transbordador.
- 2004: el tenista suizo Roger Federer alcanza el número 1 del mundo por primera vez en su carrera, puesto que conservaría por 237 semanas consecutivas, y un total de 310 semanas. Siendo así el número uno que más tiempo estuvo en la cima del Ranking, de manera consecutiva y total.
- 2005: se descubre en Guipúzcoa el primer río de leche de luna en estado líquido del mundo.
- 2005: Alemania supera los 5 millones de parados, cifra récord desde el final de la Segunda Guerra Mundial.
- 2006: en los países musulmanes se declara la pena de muerte de cualquiera que reproduzca caricaturas de Mahoma en diarios occidentales.
- 2007: en Indonesia comienza la inundación más intensa de los últimos 300 años.
- 2008: se lanza la versión 3.0 de Visual Studio.NET (C#).
- 2011: el ciclón Yasi azota la costa norte de Australia. Se considera como el peor ciclón que ha pasado por esa región.
- 2014: elecciones presidenciales en El Salvador.
- 2022: en la Provincia de Buenos Aires, Argentina, una guerra de narcotraficantes deja decenas de muertos y personas internadas por consumo de cocaína envenenada.[2]

## Nacimientos
- 1132: Guillermo de Norwich, niño inglés cuyo asesinato se atribuyó (erróneamente) a los judíos (f. 1144).
- 1208: Jaime I de Aragón, rey de Aragón, Mallorca, Valencia, conde de Barcelona y Urgel, señor de Montpellier, vizconde de Carladés y Fenolleda (f. 1276).
- 1425: Leonor de Foix, reina navarra (f. 1479).
- 1455: Juan I de Dinamarca (f. 1513).
- 1494: Bona Sforza de Milán, aristócrata italiana, esposa del rey de Polonia (f. 1557).
- 1502: Damião de Góis, filósofo portugués (f. 1574).
- 1522: Lodovico Ferrari, matemático italiano (f. 1565).
- 1537: Toyotomi Hideyoshi, militar japonés (f. 1598).
- 1600: Gabriel Naudé, bibliotecario y erudito francés (f. 1653).
- 1619: Walter Charleton, médico y naturalista británico.
- 1649: Benedicto XIII, papa romano (f. 1730).

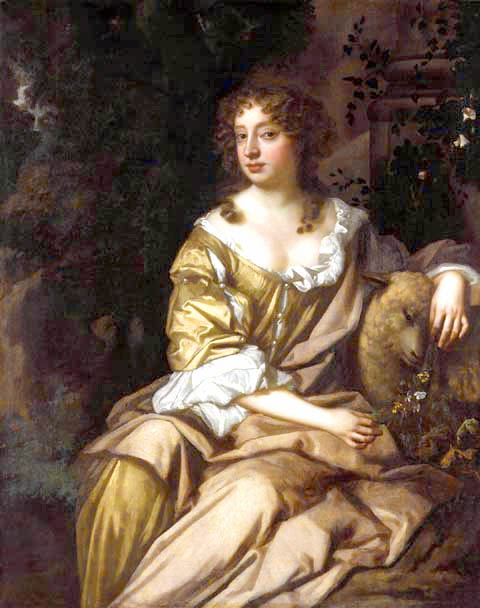
Nell Gwyn.

- 1650: Nell Gwyn, actriz de teatro británica (f. 1687).
- 1669: Louis Marchand, compositor, clavecinista y organista francés (f. 1732).
- 1700: Johann Christoph Gottsched, escritor alemán (f. 1766).
- 1711: Wenzel Anton Graf Kaunitz, aristócrata alemán (f. 1794).
- 1754: Charles Maurice de Talleyrand, primer ministro francés (f. 1838).
- 1785: Isabella Colbran, cantante de ópera y compositora española (f. 1845).
- 1786: Jacques Philippe Marie Binet, matemático francés (f. 1856).
- 1803: Albert Sidney Johnston, general estadounidense (f. 1862).
- 1817: Salvador Sanfuentes, político y poeta chileno (f. 1860).
- 1817: Nikolái Sverchkov, pintor ruso (f. 1898).
- 1829: Alfred Brehm, zoólogo alemán (f. 1884).
- 1829: William Stanley, inventor e ingeniero británico (f. 1909).
- 1841: François-Alphonse Forel, científico suizo (f. 1912).
- 1849: José Maceo (el León de Oriente), militar cubano, mayor general mambí, hermano de Antonio Maceo (f. 1896).
- 1849: Hviezdoslav (Pavol Országh), poeta y dramaturgo eslovaco (f. 1921).
- 1852: José Guadalupe Posada, grabador e ilustrador mexicano (f. 1913).
- 1853: Antonio Bermejo, abogado y jurista argentino (f. 1929).
- 1861: Solomon R. Guggenheim, empresario y filántropo estadounidense (f. 1949).
- 1862: Émile Coste, esgrimista francés (f. 1927).
- 1864: Reynaldo Garza, militar y político mexicano (f. 1944).
- 1866: Enrique Simonet, pintor español (f. 1927).
- 1873: Leo Fall, compositor austriaco de operetas (f. 1925).
- 1873: Konstantin von Neurath, diplomático alemán, ministro de Asuntos Exteriores en la Alemania nazi (f. 1956).
- 1875: Fritz Kreisler, violinista y compositor estadounidense de origen austriaco (f. 1962).
- 1878: Joe Lydon, boxeador estadounidense (f. 1937).
- 1880: Frederick Lane, nadador australiano (f. 1969).
- 1881: Eulalio Gutiérrez Ortiz, presidente mexicano (f. 1939).
- 1882: Andrés de Grecia, aristócrata griego, príncipe de Grecia y de Dinamarca (f. 1944).

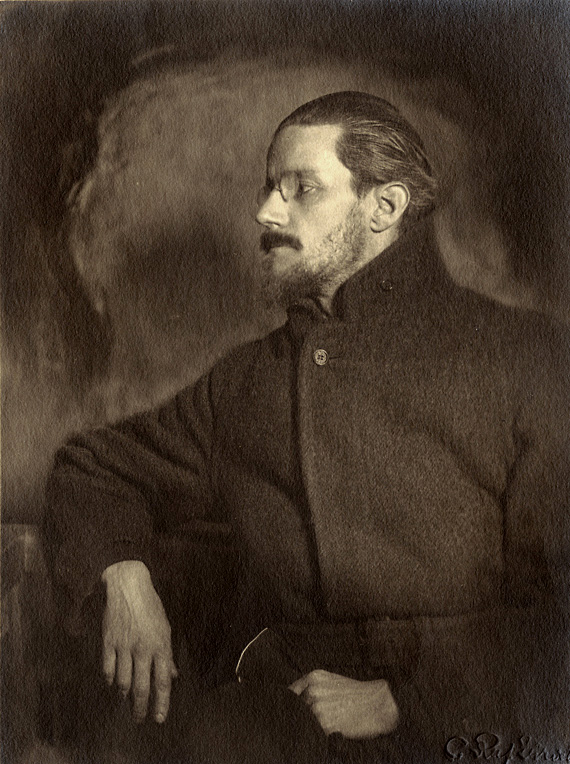
James Joyce.

- 1882: James Joyce, escritor irlandés (f. 1941).
- 1883: Julia Nava de Ruisánchez, escritora y activista mexicana (f. 1964).
- 1883: Johnston McCulley, escritor estadounidense (f. 1958).
- 1883: Candelario Huízar, compositor mexicano (f. 1970).
- 1885: Aldo Palazzeschi, escritor italiano (f. 1974).
- 1886: Frank Lloyd, cineasta estadounidense de origen británico (f. 1960).
- 1887: Ernst Hanfstaengl, empresario alemán (f. 1975).
- 1887: Pat Sullivan, productor televisivo estadounidense (f. 1933).
- 1889: Jean de Lattre de Tassigny, militar francés (f. 1952).
- 1891: Antonio Segni, político italiano (f. 1972).
- 1893: Damdin Sükhbaatar, militar mongol (f. 1924).
- 1895: George Halas, jugador de fútbol americano y entrenador estadounidense (f. 1983).
- 1896: Ramón Franco, aviador militar español (f. 1938).
- 1896: Kazimierz Kuratowski, matemático polaco (f. 1980).
- 1899: Herbie Faye, actor estadounidense (f. 1980).
- 1901: Jascha Heifetz, violinista lituano (f. 1987).
- 1901: Gerhard Hüsch, barítono alemán (f. 1984).
- 1902: José Samitier, futbolista español (f. 1972).
- 1904: Bozorg Alavi, escritor y activista iraní (f. 1997).
- 1905: Ayn Rand, filósofa y escritora estadounidense (f. 1982).
- 1906: Oscar Pulido, actor y cantante mexicano (f. 1974).
- 1908: Rafael Navas Pardo, militar y estadista colombiano (f. 1990).

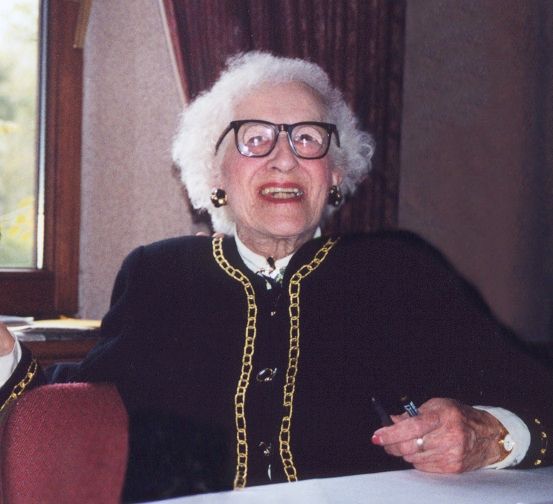
Millvina Dean.

- 1912: Millvina Dean, mujer británica, última superviviente del transatlántico Titanic (f. 2009).
- 1912: José López Piteira, primer beato cubano (f. 1936).
- 1913: Mercedes Palomino, actriz canadiense (f. 2006).
- 1915: Abba Eban, político y diplomático israelí (f. 2002).
- 1915: José J. Veiga, escritor y periodista brasileño (f. 1999).
- 1917: Do Muoi, político vietnamita, ex primer ministro.
- 1917: Alberto Sols, médico español (f. 1989).
- 1918: Hella Haasse, escritora neerlandesa (f. 2011).
- 1918: Luis Nishizawa Flores, pintor mexicano (f. 2014).
- 1919: Lisa Della Casa, soprano suiza (f. 2012).
- 1920: Ann Elizabeth Hodges, mujer estadounidense que fue golpeada por el meteorito Sylacauga (f. 1972).
- 1922: Juan Marichal, historiador y escritor español (f. 2010).
- 1923: Albert Ràfols-Casamada, poeta y pintor español (f. 2009).
- 1925: Elaine Stritch, actriz estadounidense.

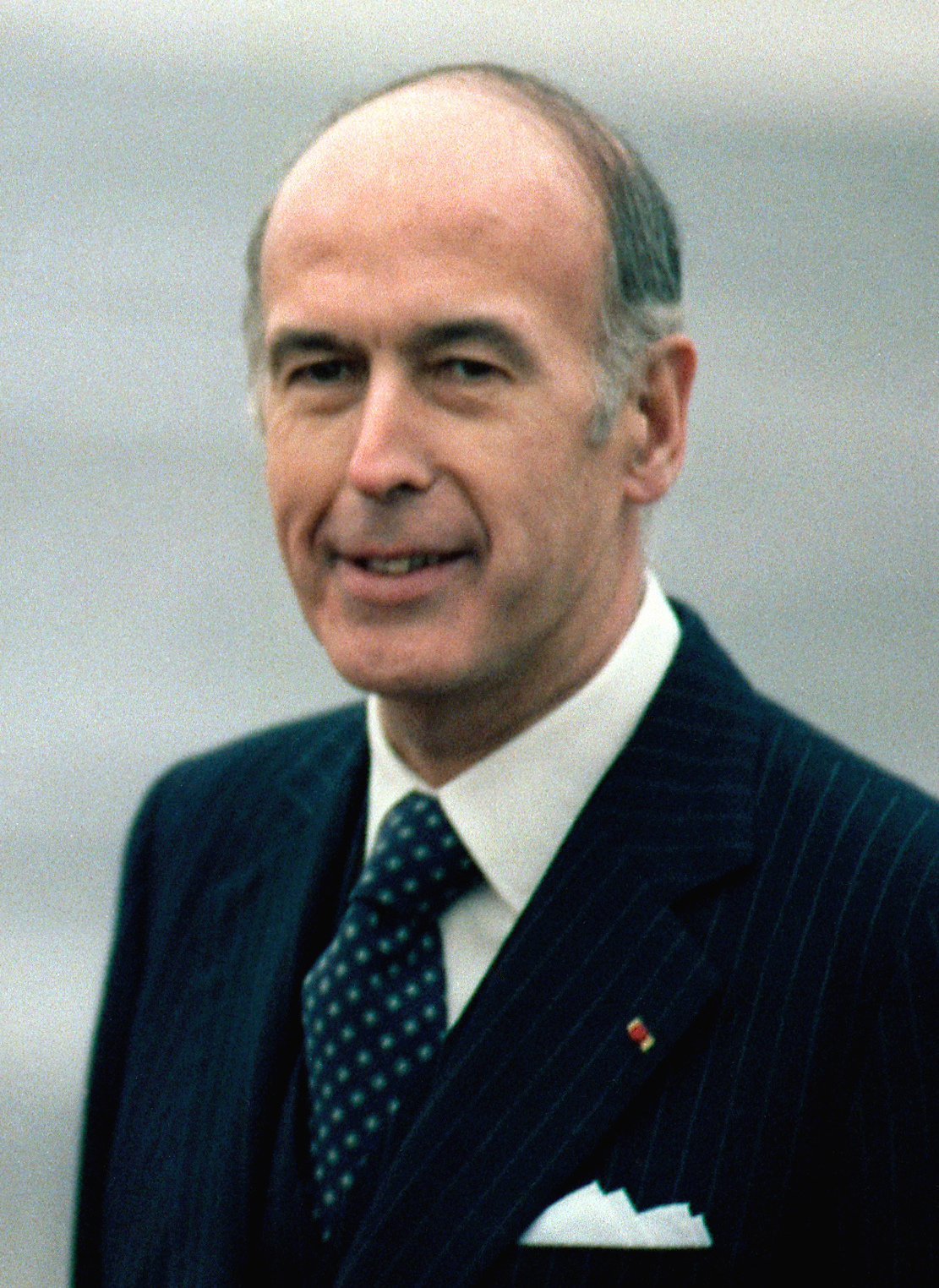
Valéry Giscard d'Estaing.

- 1926: Valéry Giscard d'Estaing, político francés, presidente de Francia entre 1974 y 1981 (f. 2020).
- 1926: Miguel Obando, cardenal nicaragüense.
- 1926: Julio Sosa, cantante de tangos uruguayo (f. 1964).
- 1926: Marian Wantoła, dibujante polaco (f. 2013).
- 1927: Stan Getz, saxofonista estadounidense de jazz (f. 1991).
- 1928: Ciriaco De Mita, político italiano (f. 2022).
- 1928: Horacio O'Connor, actor argentino (f. 1997).
- 1929: Věra Chytilová, cineasta checa (f. 2014).
- 1929: Jane Little, contrabajista y música clásica estadounidense (f. 2016).
- 1929: Carlos Alberto Lacoste, militar y dictador argentino (f. 2004).
- 1930: Ruth M. Kirk, político estadounidense (f. 2011).
- 1931: Les Dawson, cómico y escritor británico (f. 1993).
- 1931: Hermilio Hernández, compositor mexicano (f. 2008).
- 1931: Dries van Agt, político y primer ministro neerlandés.
- 1932: Lucho Espinal, religioso jesuita, periodista, poeta y cineasta español asesinado en Bolivia (f. 1980).
- 1933: Orlando Cachaíto López, bajista cubano, de la banda Buena Vista Social Club (f. 2009).
- 1933: Than Shwe, militar y jefe de Estado birmano.
- 1935: Martina Arroyo, soprano estadounidense.
- 1936: Tony Ryan, empresario irlandés, fundador de la aerolínea Ryanair (f. 2007).
- 1937: Eric Arturo Delvalle, político y presidente panameño (f. 2015).
- 1938: Ângelo de Sousa, artista portugués (f. 2011).
- 1939: João César Monteiro, actor y cineasta brasileño (f. 2003).
- 1939: Dale Thomas Mortensen, economista estadounidense (f. 2014).
- 1940: Thomas Disch, escritor estadounidense (f. 2008).

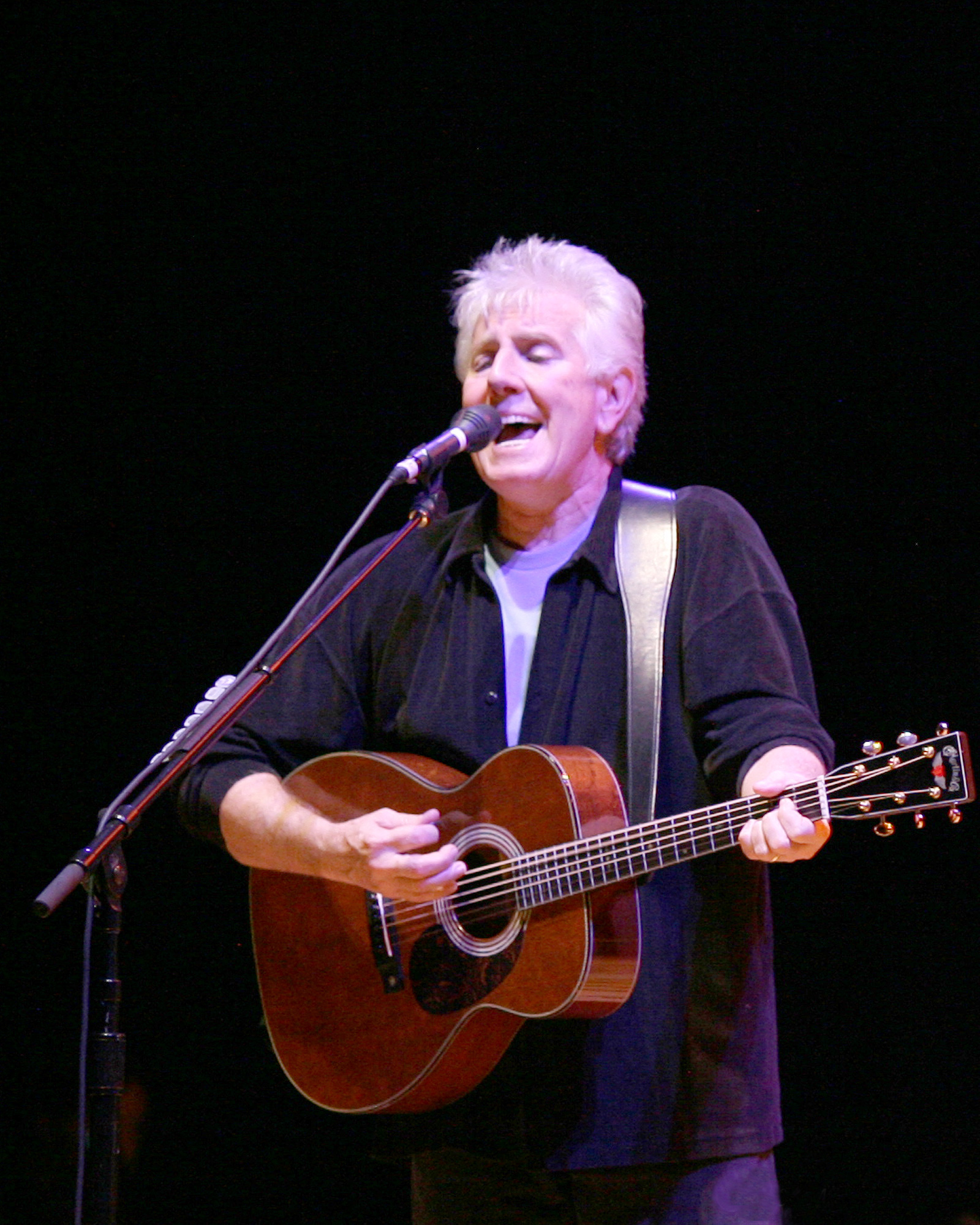
Graham Nash.

- 1941: Bertrand de Brasil, jefe de la Casa de Orleans-Braganza y descendiente de la familia imperial brasileña.
- 1942: Graham Nash, músico británico, de la banda The Hollies.
- 1942: Fabrizio Soccorsi, médico italiano del papa Francisco I (f. 2021).
- 1944: Oscar Malbernat, futbolista y entrenador argentino.
- 1945: David Friedman, economista estadounidense.
- 1946: Blake Clark, cómico y actor estadounidense.
- 1946: Fernando Colomo, cineasta español.
- 1946: Alpha Oumar Konaré, presidente de Malí.
- 1946: Isaías Afewerki, presidente de Eritrea.

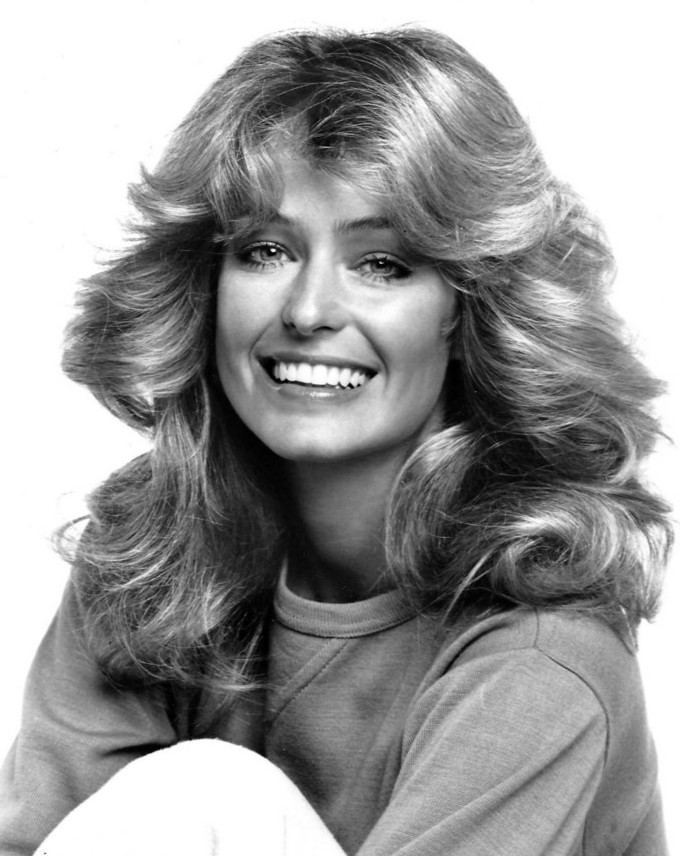
Farrah Fawcett.

- 1947: Farrah Fawcett, actriz estadounidense (f. 2009).
- 1948: Santi Potros, terrorista español.
- 1948: Roger Williamson, piloto británico de carreras (f. 1973).
- 1950: Bárbara Rey, actriz española.
- 1950: Barbara Sukowa, actriz alemana.
- 1950: Genichiro Tenryu, luchador japonés.
- 1951: Humberto Bravo, futbolista argentino.
- 1952: Fernando Morena, futbolista uruguayo.
- 1952: Park Geun-hye, presidente surcoreano.
- 1952: Rick Dufay, guitarrista estadounidense, de la banda Aerosmith.
- 1952: Carol Ann Susi, actriz estadounidense (f. 2014).
- 1954: Christie Brinkley, modelo estadounidense.
- 1955: Leszek Engelking, poeta y escritor polaco.
- 1956: Carlos Rubiera, músico, escritor y político español.
- 1958: George Grigore, escritor y traductor rumano.
- 1959: Eduardo Tamayo Barrena, político español.
- 1959: Ildefonso Falcones, escritor español.
- 1960: Abel Resino, futbolista y entrenador español.
- 1960: W. Bruce Cameron, escritor, columnista y humorista estadounidense.
- 1961: Lauren Lane, actriz estadounidense.
- 1962: Philippe Claudel, cineasta francés.
- 1963: Eva Cassidy, cantante y guitarrista estadounidense (f. 1996).
- 1963: Gonzalo de Castro, actor español.
- 1963: Andrej Kiska, presidente eslovaco.
- 1963: Philip Laats, luchador belga.
- 1964: Laura Poitras, documentalista y productora estadounidense.
- 1965: Quique Sánchez Flores, futbolista y entrenador de fútbol español.
- 1965: Naoki Sano, luchador japonés.
- 1966: Andréi Chesnokov, tenista ruso.
- 1966: Anne Harris, cantante y violinista estadounidense.
- 1966: Robert DeLeo, bajista estadounidense, de la banda Stone Temple Pilots.
- 1966: Michael Misick, político de islas Turcas y Caicos.
- 1967: Mar Fernández Vázquez, filóloga hispánica y románica (f. 2013).
- 1967: Laurent Nkunda, guerrillero congoleño.
- 1967: R. Scott Bakker, escritor canadiense.
- 1968: Sean Elliott, baloncestista estadounidense.
- 1969: Mara Croatto, actriz de televisión y de teatro venezolana.
- 1969: Valeri Karpin, futbolista ruso.
- 1970: Aitor Gorosabel, cantante, guitarrista y compositor español, de la banda Su Ta Gar.
- 1972: Carlos Arraiz, actor, actor de doblaje, locutor y cantante venezolano.
- 1972: Dana International, cantante transexual israelí.
- 1972: Melvin Mora, beisbolista venezolano.
- 1972: Vidal Llerenas Morales, político mexicano.
- 1973: Aleksander Tammert, atleta estonio.
- 1974: Radosław Kałużny, futbolista polaco.
- 1975: Donald Driver, jugador de fútbol americano estadounidense.
- 1975: Blaise Kouassi, futbolista marfileño.
- 1976: Lori Beth Denberg, actriz estadounidense.
- 1976: Petter Wastå, futbolista sueco.
- 1977: Antonio Pagudo, actor español.
- 1977: Francisco Pérez Tejada, político mexicano.

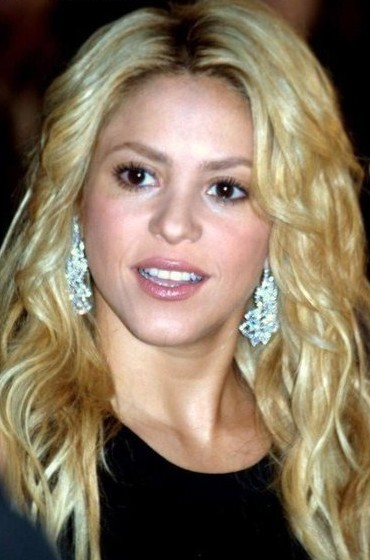
Shakira.

- 1977: Shakira, cantautora colombiana de pop/rock.
- 1977: Jaime Jordán de Urríes, futbolista español.
- 1977: Marc Bernaus, futbolista andorrano.
- 1977: Daniel Cousin, futbolista gabonés.
- 1978: Eden Espinosa, actriz y cantante estadounidense.
- 1978: Barry Ferguson, futbolista escocés.
- 1978: Macarena Gómez, actriz española.
- 1978: Guido Kaczka, actor y conductor de televisión argentino.
- 1978: Hector Lombard, luchador cubano-australiano.
- 1978: Claudio Morel Rodríguez, futbolista paraguayo.
- 1978: Bárbara Mori, actriz mexicana de origen uruguayo.
- 1979: Fani Jalkiá, atleta griega.
- 1979: Rubén Pulido, futbolista español.
- 1979: Motoki Kawasaki, futbolista japonés.
- 1980: Teddy Hart, luchador canadiense.
- 1980: Gucci Mane, rapero estadounidense.
- 1980: Oleguer Presas, futbolista español.
- 1980: Nina Zilli, cantante italiana.
- 1981: Salem al-Hazmi, terrorista saudí que participó en el 11S (f. 2001).
- 1981: Carl English, baloncestista canadiense.
- 1981: Jason Kapono, baloncestista estadounidense.
- 1981: Guillermo Marino, futbolista argentino.

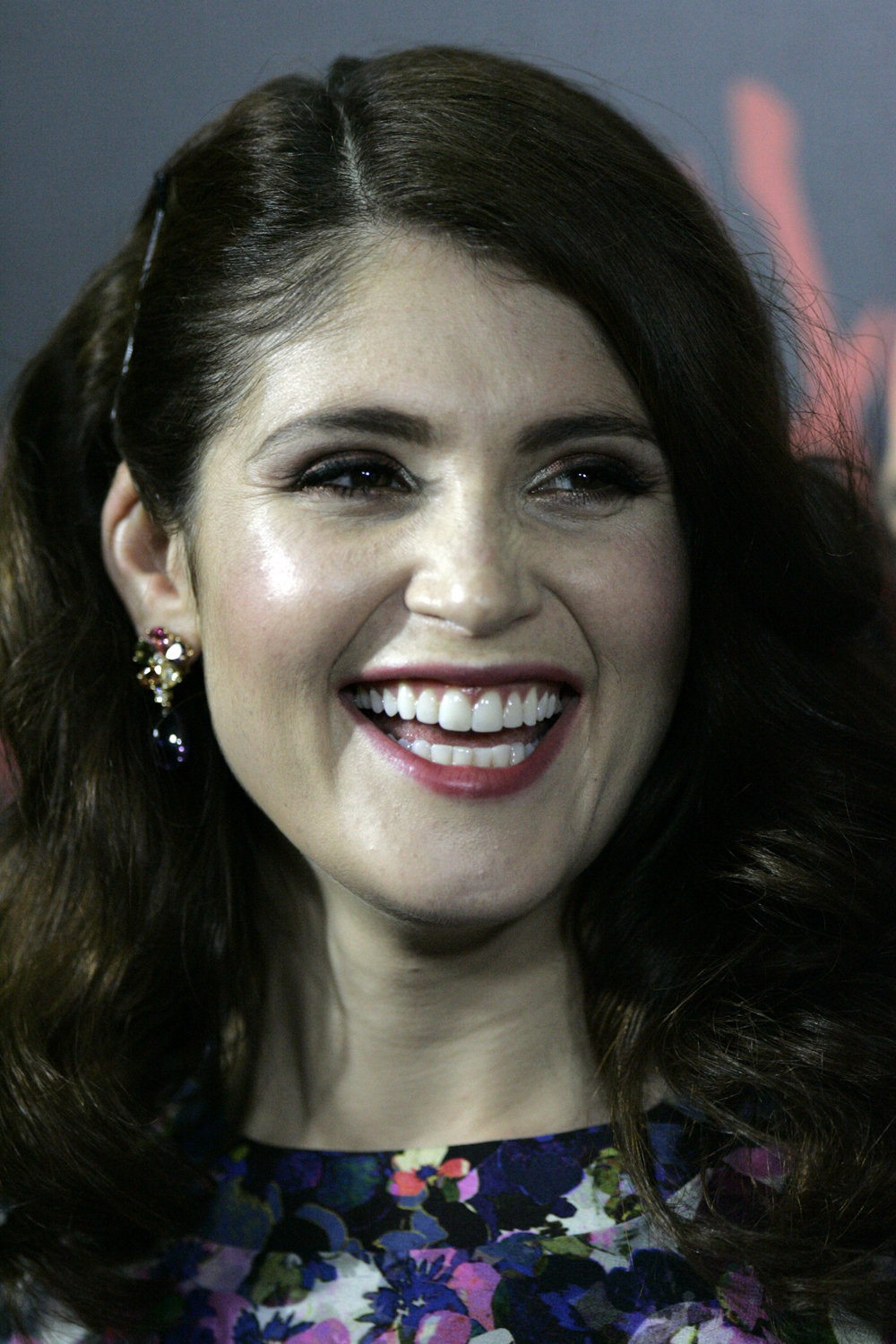
Gemma Arterton

- 1981: Ramón Ros, futbolista español.
- 1982: Sergio Castaño, futbolista español.
- 1982: Neighel Drummond, futbolista costarricense.
- 1983: Ronny Cedeño, beisbolista venezolano.
- 1983: Carolina Klüft, atleta sueca.
- 1983: Alex Westaway, cantante y guitarrista británico, de la banda Fightstar.
- 1985: Morris Almond, baloncestista estadounidense.
- 1985: Silvestre Varela, futbolista portugués.
- 1985: Dmytro Grishko, futbolista ucraniano.
- 1985: Francis De Greef, ciclista belga.
- 1986: Gemma Arterton, actriz británica.
- 1986: Lara Barbieri, futbolista italiana.
- 1987: Gerard Piqué, futbolista y empresario español
- 1987: Martin Spanjers, actor estadounidense.
- 1987: Victoria Song, cantante y actriz china, exintegrante del grupo F(x).
- 1987: Jonathan Rea, piloto del Campeonato Mundial de Superbike
- 1987: Édgar Hernández Marcé, futbolista español.
- 1989: Ivan Perišić, futbolista croata nacido yugoslavo.
- 1989  José Mena, futbolista costarricense.
- 1989: Logan Darnell, beisbolista estadounidense.
- 1989: Killer Queen, cantante, drag queen y activista española.
- 1990: María Clara Alonso, actriz, actriz de doblaje, bailarina, cantante y modelo argentina.
- 1991: Nathan Delfouneso, futbolista británico.
- 1991: Kiko Femenía, futbolista  español.
- 1991: Gregory Mertens, futbolista belga (f. 2015).
- 1992: Amelia Eve, actriz británica.
- 1992: Unai Bustinza, futbolista español.
- 1993: Omar Mascarell, futbolista español.
- 1993: Álvaro Ocaña, futbolista español.
- 1994: Albert Vivancos Roig, futbolista español.
- 1994: Borja López, futbolista español.
- 1994: Tobias Figueiredo, futbolista portugués.
- 1994: Hamdou Elhouni, futbolista libio.
- 1994: Elseid Hysaj, futbolista albanés.
- 1994: Isnik Alimi, futbolista macedonio.
- 1995: Arfa Karim, estudiante y programadora informática pakistaní (f. 2012).
- 1995: Karol Linetty, futbolista polaco.
- 1995: Xemi Fernández, futbolista español.
- 1995: Andre Rampersad, futbolista trinitense.
- 1995: Ígor Jaratin, futbolista ucraniano.
- 1996: Paul Mescal, actor irlandés.
- 1996: Andrew Campbell, remero estadounidense.
- 1996: João Oliva, jinete brasileño.
- 1996: L. J. Peak, baloncestista estadounidense.
- 1997: Paolo Ghiglione, futbolista italiano.
- 1997: Sergi Canós, futbolista español.
- 1997: Cameron Borthwick-Jackson, futbolista británico.
- 1998: George Russell, piloto de automovilismo británico.
- 1998: Maxime Awoudja, futbolista alemán.
- 1998: Maxwell Abbey Quaye, futbolista ghanés.
- 1999: Martín Zubimendi, futbolista español.
- 1999: Agustín Barreiro, baloncestista argentino.
- 1999: Vincent Hoppezak, ciclista neerlandés.
- 1999: Ryom Tae-ok, patinadora artística sobre hielo norcoreana.
- 1999: Edmond Tapsoba, futbolista burkinés.
- 1999: Luz Peña, yudoca ecuatoriana.
- 1999: Hannes Delcroix, futbolista haitiano.
- 1999: Marcus McGuane, futbolista inglés.
- 1999: Lirim Kastrati, futbolista kosovar.
- 2000: Kim Jin-Young, balonmanista surcoreano.
- 2000: Christos Shelis, futbolista chipriota.
- 2000: Camila Haase, nadadora costarricense.
- 2000: Valentin Mihăilă, futbolista rumano.
- 2000: Julián Quetglas, rugbista argentino.
- 2000: Gastón Torres, futbolista argentino.
- 2000: Jorinde van Klinken, atleta neerlandesa.
- 2000: Dmitri Lóguinov, snowboarder ruso.
- 2000: Hannah Prock, pilota de luge austriaca.
- 2001: Sondre Langås, futbolista noruego.
- 2001: Daishawn Redan, futbolista neerlandés.
- 2002: Stève Mvoué, futbolista camerunés.
- 2002: Dion Lopy, futbolista senegalés.
- 2002: Csilla Rugási, piragüista húngara.
- 2002: Anton Harrison, jugador de fútbol americano estadounidense.
- 2003: Ignacia Durán, futbolista chilena.
- 2003: Mohannad Abu Taha, futbolista jordano.
- 2006: Lucas Bergvall, futbolista sueco.

## Fallecimientos
- 619: Lorenzo de Canterbury, arzobispo de Canterbury (n. desconocido).
- 1124: Bořivoj II de Bohemia, duque de Bohemia (n. 1064).
- 1218: Konstantín de Vladímir, noble ruso (n. 1186).
- 1250: Erico XI Eriksson, rey de Suecia (n. 1216).
- 1260: Sadok de Sandomierz, religioso polaco.
- 1294: Luis II, duque de Baviera (n. 1229).
- 1353: Ana de Baviera, reina checa, segunda esposa de Carlos IV de Luxemburgo (n. 1329).
- 1435: Juana II, reina napolitana (n. 1371).
- 1461: Owen Tudor, soldado galés (n. 1400).
- 1491: Martin Schongauer, grabador y pintor alemán (n. 1448).
- 1512: Hatuey, cacique taíno quisqueyano; quemado vivo por los españoles.
- 1529: Baltasar de Castiglione, escritor italiano (n. 1478).
- 1580: Bessho Nagaharu, señor de la guerra japonés (n. 1558).
- 1590: Santa Catalina de Ricci, religiosa italiana (n. 1522).
- 1592: Ana de Mendoza, aristócrata española (n. 1540).
- 1594: Giovanni Pierluigi da Palestrina, compositor italiano (n. 1525).
- 1598: Ana de Habsburgo, aristócrata austriaca, esposa del rey de Polonia y Suecia (n. 1573).
- 1660: Gastón de Orleans, aristócrata francés (n. 1608).
- 1660: Govert Flinck, pintor neerlandés (n. 1615).
- 1688: Abraham Duquesne, almirante francés (n. 1610).
- 1703: Ignacio Duarte y Quirós, sacerdote jesuita argentino, fundador del Colegio Montserrat (n. entre 1618 y 1620).
- 1704: Guillaume de l'Hôpital, matemático francés (n. 1661).
- 1712: Martin Lister, físico británico (n. 1639).
- 1769: Clemente XIII, papa italiano (n. 1693).
- 1809: Antonio Raimundo Ibáñez Llano y Valdés, aristócrata e industrial español (n. 1749).
- 1832: Ignacio López Rayón, militar mexicano, héroe de la independencia de ese país (n. 1773).
- 1873: Mariano Herencia Zevallos, militar y político peruano (n. 1820).
- 1887: Mariano Martí (Mariano de los Santos Martí Navarro), militar y sastre cubano, padre del patriota independentista José Martí.
- 1897: Luisa Fernanda de Borbón, aristócrata francesa (n. 1832).
- 1907: Dimitri Mendeleyev, químico ruso (n. 1834).
- 1910: George Murdoch, político canadiense (n. 1850).
- 1913: Gustav de Laval, ingeniero e inventor sueco (n. 1845).
- 1918: John L. Sullivan, boxeador estadounidense (n. 1858).
- 1919: Xavier Leroux, compositor francés (n. 1863).
- 1921: Luigi Mancinelli, director de orquesta y compositor italiano (n. 1848).
- 1923: Manuel Murguía, historiador y escritor español (n. 1833).
- 1925: Antti Aarne, folclorista finés (n. 1867).
- 1942: Daniil Kharms, dramaturgo ruso (n. 1905).
- 1945: Alfred Delp, sacerdote alemán, asesinado por los nazis (n. 1907).
- 1945: Bogdan Filov, político búlgaro (n. 1883).
- 1945: Carl Friedrich Goerdeler, economista y político alemán (n. 1884).
- 1947: Ernst Diehl, filólogo clásico y epigrafista alemán (n. 1874).
- 1956: Truxton Hare, jugador de fútbol americano y atleta estadounidense (n. 1878).
- 1958: Ernesto Madero Farías, empresario y político mexicano (n. 1872).
- 1961: Anna May Wong, actriz china (n. 1905).
- 1963: Eugenio Hermoso, pintor español (n. 1883).
- 1964: Carl Buchheister, artista alemán (n. 1890).
- 1968: Tullio Serafin, director de orquesta y violinista italiano (n. 1878).

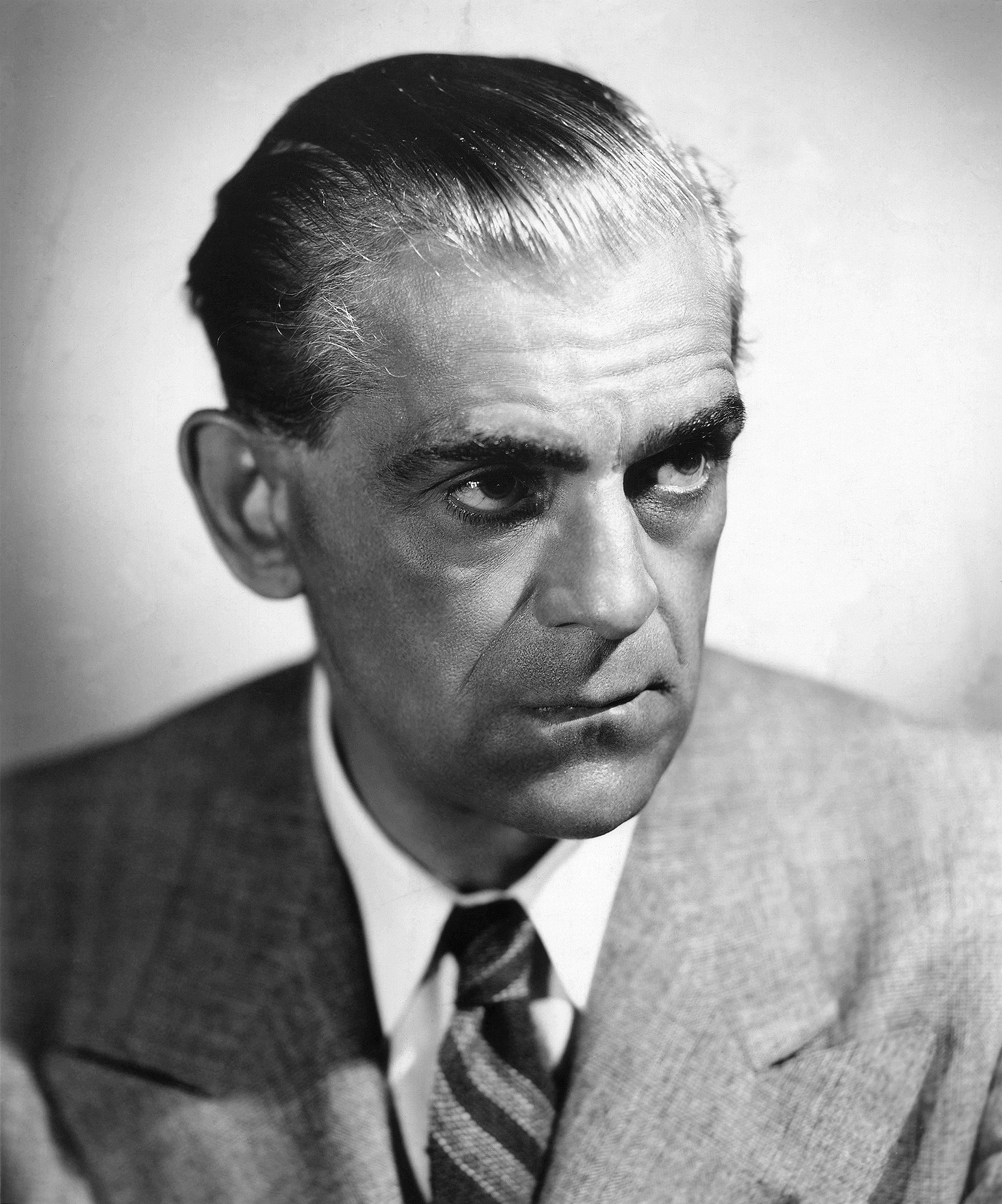
Boris Karloff.

- 1969: Boris Karloff, actor británico (n. 1887).
- 1969: Giovanni Martinelli, tenor italiano (n. 1885).
- 1970: Bertrand Russell, matemático y filósofo británico, premio nobel de literatura en 1950 (n. 1872).
- 1972: Genaro Vázquez Rojas, profesor, activista social y guerrillero mexicano (n. 1931).
- 1972: Natalie Clifford Barney, escritora estadounidense (n. 1876).
- 1974: Jean Absil, músico y compositor belga (n. 1893).
- 1974: James Jimmy Kantor (46), abogado sudafricano, víctima del apartheid (n. 1927).
- 1974: Imre Lakatos, matemático y filósofo húngaro (n. 1922).

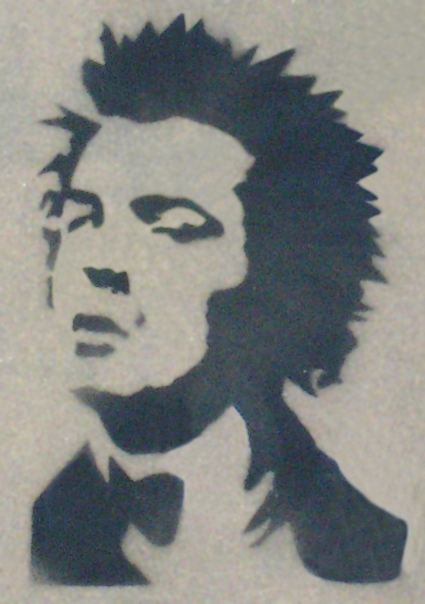
Sid Vicious.

- 1979: Sid Vicious, bajista británico, de la banda Sex Pistols (n. 1957).
- 1980: William Howard Stein, bioquímico estadounidense (n. 1911).
- 1987: Alistair MacLean, novelista británico (n. 1922).
- 1988: Marcel Bozzuffi, actor francés (n. 1929).
- 1992: LeRoy Ellis, jugador de baloncesto estadounidense (n. 1925).
- 1992: Bert Parks, actor y cantante estadounidense (n. 1914).
- 1993: Gino Bechi, barítono italiano (n. 1913).
- 1995: André Frossard, periodista, ensayista y académico francés (n. 1915).
- 1995: Fred Perry, tenista británico (n. 1909).
- 1995: Donald Pleasence, actor británico (n. 1919).

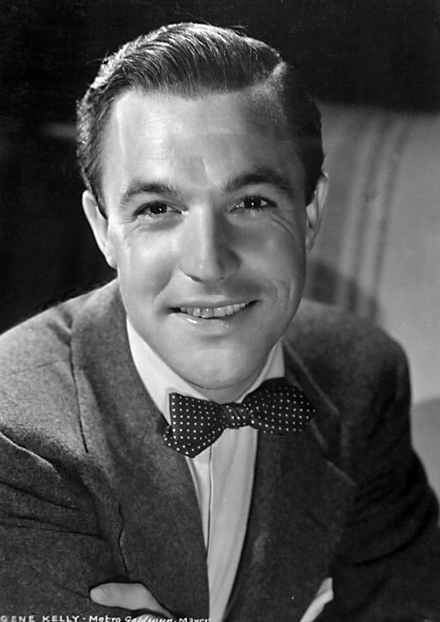
Gene Kelly.

- 1996: Gene Kelly, bailarín y actor estadounidense (n. 1912).
- 1997: Raúl de Anda, actor y cineasta mexicano (n. 1908).
- 1997: Alberto Beltrán, cantante dominicano (n. 1923).
- 1997: Erich Eliskases, ajedrecista argentino de origen austriaco (n. 1913).
- 1997: Sanford Meisner, actor estadounidense (n. 1904).
- 1997: Raimundo Saporta, dirigente deportivo español (n. 1926).
- 1998: Haroun Tazieff, vulcanólogo francés (n. 1914).
- 1998: Gertrude Scharff Goldhaber, física nuclear estadounidense de origen judío alemán (n. 1911).
- 2002: Paul Baloff, cantante estadounidense, de la banda Exodus (n. 1960).
- 2003: Lou Harrison, compositor estadounidense (n. 1917).
- 2003: Marcello Truzzi, sociólogo estadounidense (n. 1935).
- 2004: Carlos Nakatani, pintor mexicano (n. 1934).
- 2005: Max Schmeling, boxeador alemán (n. 1905).
- 2008: Barry Morse, actor canadiense (n. 1918).
- 2008: Joshua Lederberg, médico y genetista estadounidense, premio nobel de medicina en 1958 (n. 1925).
- 2013: John Kerr, actor y abogado estadounidense (n. 1931).
- 2013: Chris Kyle, francotirador y militar estadounidense (n. 1974).
- 2013: Lino Oviedo, militar y político paraguayo (n. 1943).
- 2014: Philip Hoffman, actor estadounidense (n. 1967).
- 2017: José Antonio Alonso Suárez, político y jurista español (n. 1960).
- 2017: Seymour Jonathan Singer, biólogo celular estadounidense (n. 1924).
- 2020: Bernard Ebbers, empresario canadiense (n. 1940).
- 2021: Tom Moore, militar y veterano de guerra británico (n. 1920).
- 2021: Millie Hughes-Fulford, investigadora médica, bióloga molecular y astronauta estadounidense (n. 1945).
- 2022: Monica Vitti, actriz italiana (n. 1931).
- 2023: Solomon Perel, escritor alemán-israelí (n. 1925).
- 2023: Gerardo Islas Maldonado, político mexicano (n. 1983).
- 2024: Luis Morales Reyes, obispo católico mexicano (n. 1936).
- 2024: Claudio Rissi, actor argentino (n.1956).

## Celebraciones

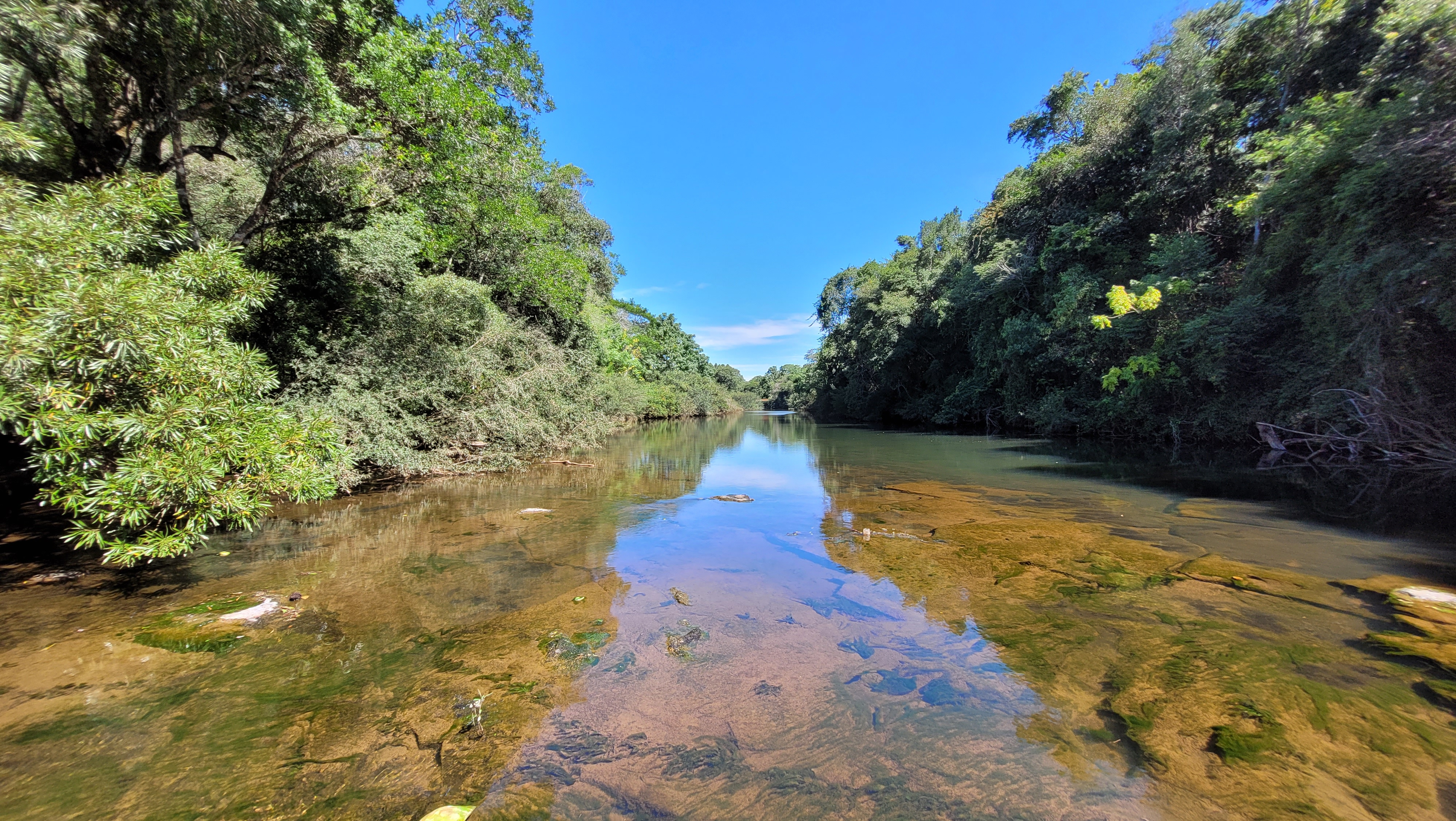
Humedales del Valle del Cuña Pirú (Ruiz de Montoya), en la provincia argentina de Misiones.

- Día Mundial de los Humedales.[3]Tiene como objetivo dar a conocer su importancia por ser ecosistemas fundamentales para la vida en el planeta y promover su cuidado y conservación.
(en inglés: World Wetlands Day).

Compartidas
- América del Sur: 
  - Día de Yemayá, Reina de las Aguas, una divinidad yoruba que llegó al continente americano protegiendo a las africanas esclavizadas.[4]

- Canadá y  Estados Unidos:
  - Día de la Marmota.

 Por países
(Por orden alfabético)
- Argentina: 
  -  Misiones: 
    - Día Provincial de los Humedales.[5] Se sancionó en 2022 la ley provincial de protección de humedales.
    - Aniversario de Candelaria.[6]
Fundación: 2 de febrero de 1627 (398 años).

- Azerbaiyán: 
  - Día de la Juventud.[7]

- Estados Unidos:
  - Día del Crepe.
(en inglés: National Crepe Day).
  - Día de los Ríos.
(en inglés: National River Day).
  - Día del Receptor del juego de Béisbol y Softbol.
(en inglés: National Catchers Day).
  - Día de la Autenticación en Dos Fases.
(en inglés: 2FA).
  - Día del Erizo.
(en inglés: National Hedgehog Day).

- Estonia:
  - Aniversario del Tratado de Tartu (Estonia-Rusia) (en estonio: Tartu rahu, literalmente "La Paz de Tartu") o el Tratado de Tartu fue un tratado de paz firmado entre Estonia y la RSFS de Rusia el 2 de febrero de 1920 (105 años) y que puso fin a la Guerra de Independencia de Estonia. Según los términos del tratado, "Rusia reconoce sin reservas" la independencia de la República de Estonia de iure y renuncia a perpetuidad a todos sus derechos sobre el territorio de Estonia.

- Filipinas: 
  - Conmemoración del Día de la Constitución de la República de Filipinas.

- México: 
  - Día de los Tamales.[8]Se celebra el Día de la Candelaria y en este país los tamales, que son uno de los platillos insignia de la gastronomía mexicana, ya estaban presentes en la cultura desde hace siglos. Y es que, según cuenta la leyenda, fue «precisamente con maíz que se creó al hombre».

- Rusia: 
  - Celebración de Victoria de la Batalla de Stalingrado. (Finalizada hace 82 años).

### Santoral católico

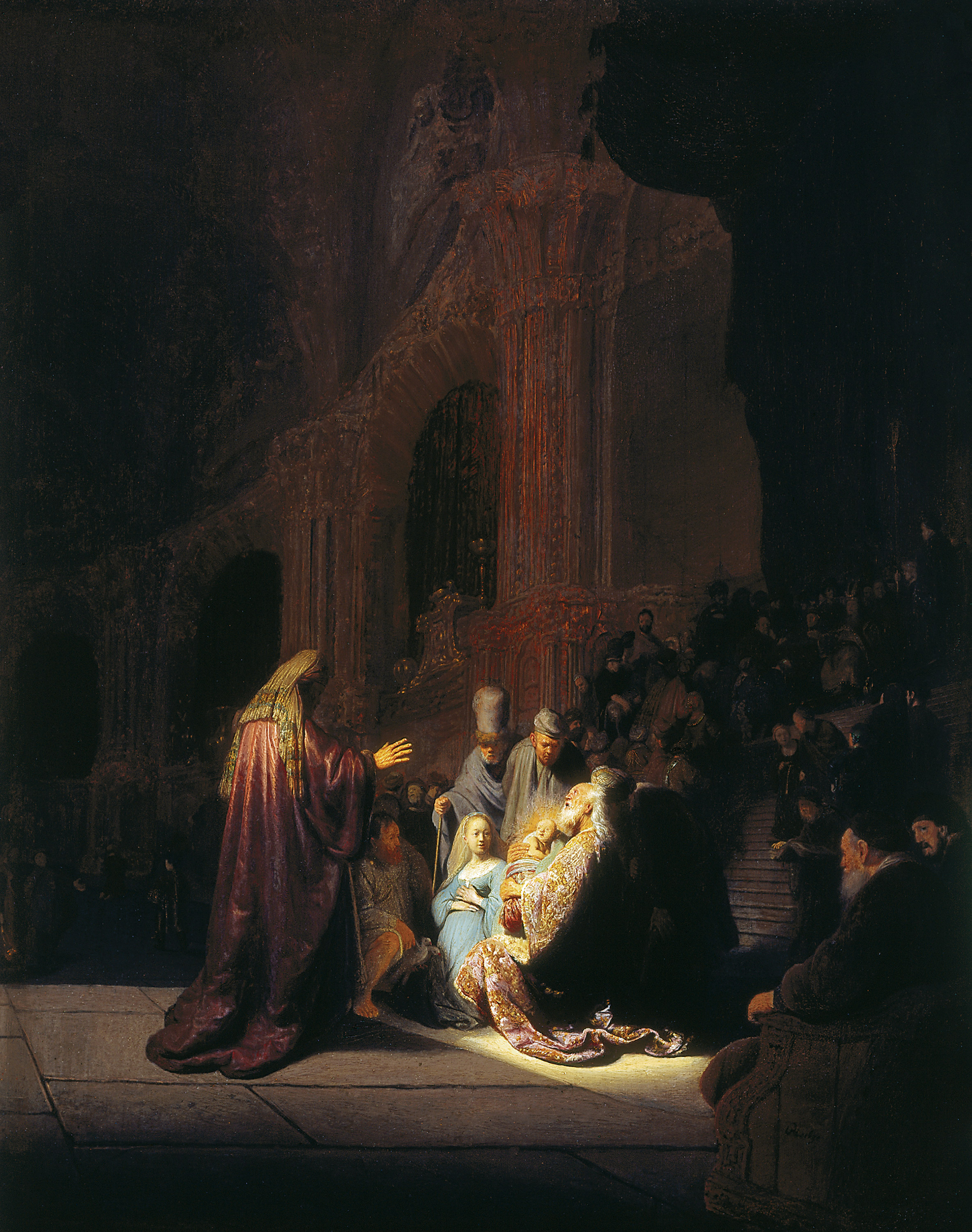
Presentación de Jesús en el Templo, lo recibe Simeón. Óleo de Rembrandt.

- Presentación del Señor, (imagen ilustrativa) Nuestra Señora de la Purificación o Nuestra Señora de la Candelaria.[9]
- San Aproniano.
- San Burcardo, obispo alemán.
- Santa Catalina de Ricci,[10] religiosa italiana.
- San Flósculo de Orleans.[11]
- San Lorenzo de Canterbury,[12] obispo inglés.
- San Teófano Vénard, misionero y mártir francés.
- Beato Andrés Carlos Ferrari,[13]cardenal italiano.
- Beato Esteban Bellesini.[14]
- Beata María Catalina Kasper.[15]
- Beata María Dominica Mantovani.[16]
- San Nicolás Saggio de Langobardis, religioso italiano.
- Beato Pedro Cambiani de Ruffia.
- Beato Simón de Cassia Fidati.[17]
- Nuestra Señora del Buen Suceso.

 Por países
(Por orden alfabético)
- Argentina: 

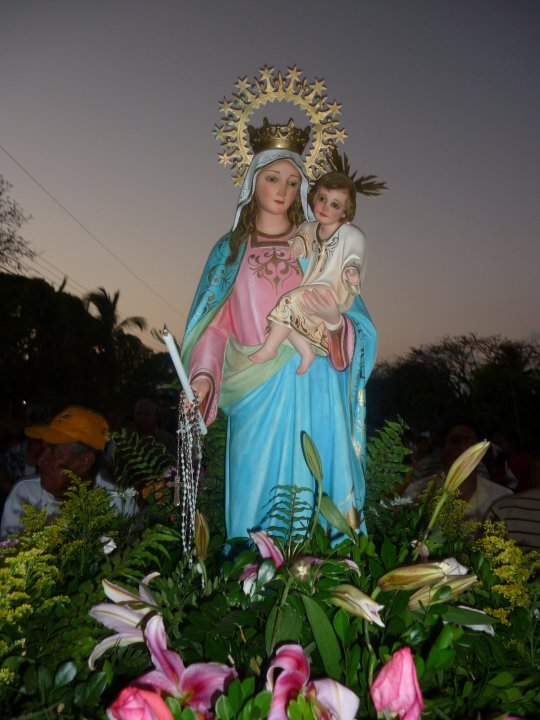
Virgen de la Candelaria.

  - 1945: se crea el cargo de vicario general de Aeronáutica, dependiente de la Secretaría de Aeronáutica de la Fuerza Aérea Argentina (Decreto Nº2219/45-BAR 7).[18]Por el mismo Decreto, se designa vicario general de Aeronáutica al vicecomodoro clérigo José Ramón Vaca.

- Chile: 
  - Virgen de la Candelaria. Se manifiesta tanto en el norte como en el sur del país, pero su festividad más concurrida se lleva a cabo en Copiapó, en la Región de Atacama.

- Cuba: 
  - Virgen de la Candelaria. Llegó a Cuba de parte de la emigración canaria al igual que en otros muchos países de Latinoamérica.[19]

- España: 
  - Tenerife (Islas Canarias) fiesta insular: 
    - Virgen de Candelaria (Patrona de las Islas Canarias).[20]

- Liechtenstein: 
  - La Candelaria.[21]

- México: 
  - Día de la Virgen de la Candelaria.

- Puerto Rico: 
  - Virgen de la Candelaria. La devoción a La Candelaria llegó a la isla de Puerto Rico de mano de la emigración canaria.

- Venezuela: 
  - Día de la Virgen de la Candelaria.